# María Antonia Navascués
María Antonia Navascués Sanagustín (Huesca)es una investigadora y matemática española, especializada en geometría fractal.

## Trayectoria
Navascués se doctoró en 1987 en la Universidad de Zaragoza. Posteriormente, se incorporó como profesora a la Escuela  de Ingeniería y Arquitectura, y como investigadora al Instituto Universitario de Matemáticas y Aplicaciones de esta universidad. Su carrera académica incluye estancias como profesora visitante en universidades de Estados Unidos, tales como la Universidad de Maryland, la Universidad Vanderbilt o la Universidad de Florida Central, y de Australia, como la Universidad Nacional Australiana.
Entre noviembre de 2015 y marzo de 2017, ocupó el cargo de Secretaria de la Real Sociedad Matemática Española,y posteriormente fue su Delegada Territorial en Aragón. Es miembro del Comité Editorial del Boletín de la sociedad desde 2015. Además, ha sido Miembro del Comité asesor de la Colección de Docencia de la editorial de la Universidad Complutense de Madrid.
Navascués ha sido editora invitada de varios volúmenes especiales sobre teoría fractal y aplicaciones y otros temas de matemática aplicada. Pertenece al comité editorial de diversas revistas internacionales. También es “Topic Editor” de la publicación Fractal & Fractional. Ha dirigido el grupo de investigación “Métodos fractales de cuantificación”. Sus publicaciones están dedicadas al estudio y construcción de las funciones fractales, y también a diversas aplicaciones de las matemáticas: electroencefalograma cuantificado, tratamiento numérico de señales experimentales, y al análisis numérico y funcional.
Colabora puntualmente con plataformas online de divulgación científica como The Conversation. Sus artículos en esta publicación acumulan más de 70.000 descargas.  

## Reconocimientos
En 2019, 2020 y 2021, Navascués fue incluida en la lista de investigadores científicos más relevantes del mundo, que lleva por nombre "2% Top Researchers en the World", y es elaborada anualmente por la Universidad Stanford.
En 2022, como parte de la conmemoración del Día Internacional de la Mujer y la Niña en la Ciencia que se celebra cada 11 de febrero, Navascués formó parte de la campaña fotográfica de Zaragoza Soy científica. Vivo en tu barrio. Esta iniciativa fue organizada por la Unidad de Cultura Científica de la Universidad de Zaragoza, en colaboración con el Ayuntamiento de Zaragoza y el Fundación Española para la Ciencia y la Tecnología (FCYT) para visibilizar a mujeres aragonesas referentes en diferentes campos de la ciencia y la tecnología.

## Publicaciones
- 2011 – Cálculo de una y varias variables (con prácticas en wxMaxima). Prensas de la Universidad de Zaragoza. ISBN 978-84-15274-93-3.
- 2013 – “Fractal bases of Lp spaces” (Bases fractales de espacios Lp), artículo que estuvo en la lista de los más leídos en la revista Fractals.[8]
- 2022 – “Scale-free fractal interpolation” (Interpolación fractal sin escala), artículo que ocupó la primera posición de descargas de la revista Fractal & Fractional.[9]